# Sphecodes johnsonii
Sphecodes johnsonii är en biart som beskrevs av Lovell 1909. Sphecodes johnsonii ingår i släktet blodbin, och familjen vägbin. Inga underarter finns listade i Catalogue of Life.